# تراث شعبي إنجليزي

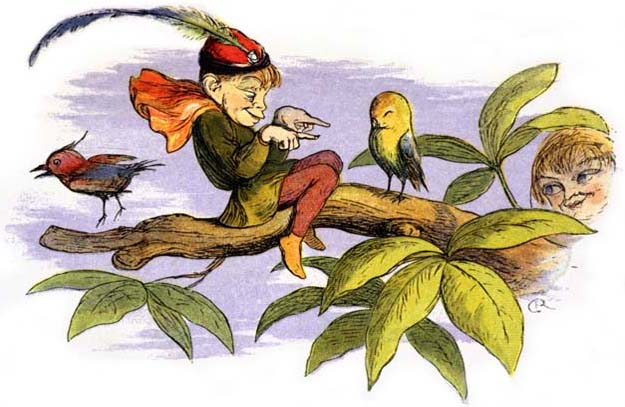

التراث الشعبي الإنجليزي  هو التراث الشعبي الذي ظهر في إنجلترا على مر عدة قرون.
بعض الأساطير في الفلكلور الإنجليزي يمكن تتبع جذورها بينما البعض الآخر غير مؤكدة الأصول.
يزخر الفلكلور الإنجليزي بكل الأشكال، منالأساطير الآرثرية التقليدية، وقصص روبن هود، إلى الأساطير المعاصرة الآن،أكثر الفلكلور الشعبي التقليدي لايصدق بشكل واسع،بينما كان في يوم من الأيام يصدق في كل أنحاء إنجلترا